# Église Saint-Julien de Saint-Vaury
 (janvier 2012).
Si vous disposez d'ouvrages ou d'articles de référence ou si vous connaissez des sites web de qualité traitant du thème abordé ici, merci de compléter l'article en donnant les références utiles à sa vérifiabilité et en les liant à la section « Notes et références ».
L'église Saint-Vaury est une église catholique située dans la commune de Saint-Vaury dans le département de la Creuse, en France.
Elle se démarque notamment par son clocher en béton armé, œuvre d'Auguste et Gustave Perret.

## Histoire
L'église Saint-Julien de Saint-Vaury a, selon toute vraisemblance, été construite à partir du XIIIe siècle. Il n'y a pas de trace d'édifice antérieur. Les premières structures visibles sont gothiques. 

## Architecture
L'important dévers d'un des murs gouttereaux, ainsi que des arrachements de voûtes, témoignent de problèmes de construction certainement à l'origine d’effondrements de voûtes et de contreforts postérieurement adaptés pour maintenir ce qui pouvait encore tenir debout. L'empirisme des constructions du Moyen Âge est souvent responsable de telles démolitions. Des départs de transept montrent que l'église actuelle s'arrête à la nef. Toutefois, dans le sous-sol du jardin de la mairie existaient - peut-être sont-ils toujours en place - des vestiges de piles qui étaient bien sûr celles de l'extension du chœur à l'est. Sur ce site de l'actuelle mairie fut construit un château au XVe siècle (visible sur le cadastre dit Napoléon de la Mairie). Ce château fut détruit et à la place on construisit la maire actuelle qui fut initialement une grosse villa bourgeoise à deux façades - avant et arrière, identiques.
Sur l'actuelle place de l'église, lorsqu'on a arraché les immenses tilleuls qui en occupaient tout l'espace, on a mis au jour des canalisations et des chapiteaux sculptés comme si nous avions eu ici les vestiges d'un cloître. Ces chapiteaux sculptés ont été remployés dans des murs du bourg mais certains ont été protégés en les rentrant dans la chapelle Saint-Michel où, normalement, on pourrait encore les voir. Au chevet de l'église, il y avait un cimetière de tombes bâties contenant des urnes et des flacons en poteries. On en voyait les traces lors de travaux domestiques - il doit toujours en rester - dans le sous-sol du jardin de l'ancienne pharmacie Dumond.
Le sol de l'église a été rehaussé comme en témoignent les moulures d'encadrement du portail occidental qui s'enfoncent de quarante centimètres à peu près sous la dernière marche et plate-forme du parvis de l'église. En massif occidental, un clocher porche appartient à un chantier qui semble un peu postérieur à celui originel de la nef. 
Au-dessus de ce clocher porche, on voit un clocher construit par les frères Perret, les célèbres entrepreneurs belges qui furent les maîtres de Corbusier et qui avaient des attaches en Creuse et notamment à Aubusson. Outre que les plans originaux étaient encore conservés il y a peu de temps par un ébéniste du bourg - la mairie s'en était sans doute dessaisie - Peter Collins dans son ouvrage consacré aux Frères Perret et à la splendeur du ciment armé, repère ce clocher mais il en fait une œuvre mineure de la première période des frères Perret. Il faut y regarder un peu plus près pour comprendre toute l'importance de cette petite architecture.
En 1921/22, les frères Perret conçoivent le clocher de Saint-Vaury en établissant leur principe architectural extérieur uniquement à partir de courbes de ciment armé paraboliques et hyperboliques (le clocher est construit en 1924). Le seul ornement est le ciment brut des structures courbes d'élévations et l'édicule de cloches en briques naturelles et abat-sons. Le principe, pour un effet esthétique comparable, est différent de celui d'Eiffel pour sa célèbre tour. En effet, Eiffel utilise des principes de construction métallique. Les frères Perret démontrent l'utilisation souple de leur nouveau procédé à l'économie des moyens. Cette nouvelle voie architecturale va se développer, Tony Garnier à Lyon l'utilise en 1929 pour sa tour, Le Corbusier, élève des frères Perret, en extraira ses principes de toits volants, Notre-Dame de Guadalupe au Mexique n'est qu'une structure gigantesque du principe que les frères Perret mirent en place pour le clocher de Saint-Vaury.
L'intervention des frères Perret se situe aussi au niveau de la terrasse qui soutient le clocher et de sa balustrade, ainsi qu'à l'intérieur de l'église par la lancée d'une vaste voûte en ciment coffré dont deux losanges zénithaux en dalles de ciment semblent témoigner qu'il y a avait là peut-être des prévisions de claustras zénithales. 
Puisque le garage de la rue de Ponthieux a été démoli, il ne resterait de nos jours que ce clocher pour témoigner des premiers pas de l'emploi du ciment armé brut en valeurs ornementales de l'architecture du XXe siècle.